# Leiosaurus
Leiosaurus is een geslacht van hagedissen uit de familie Leiosauridae.

## Naam en indeling
De wetenschappelijke naam van de groep werd voor het eerst voorgesteld door André Marie Constant Duméril en Gabriel Bibron in 1837. De groep behoorde lange tijd tot de anolissen (Dactyloidae) zodat veel literatuur de verouderde situatie vermeld. Het geslacht telt vier soorten, inclusief de in 2007 beschreven soort Leiosaurus jaguaris.

## Uiterlijke kenmerken
De hagedissen hebben een enigszins gedrongen lichaam en een relatief grote kop. De verschillende soorten hebben een bruine tot bruingrijze kleur met donkere, ronde tot vierkante vlekken aan de bovenzijde. De staart is vaak gebandeerd.

## Verspreiding en habitat
Alle soorten komen voor in delen van Zuid-Amerika en leven in de landen Argentinië en Brazilië. Van de soort Aporopristis paronae werd lange tijd gedacht dat de hagedis ook in Paraguay voorkwam maar dit blijkt onjuist.
De habitat bestaat uit tropische en subtropische bossen, scrubland en vochtige delen van savannen.

## Beschermingsstatus
Door de internationale natuurbeschermingsorganisatie IUCN is aan alle soorten een beschermingsstatus toegewezen. Drie soorten worden beschouwd als 'veilig' (Least Concern of LC) en de soort Leiosaurus paronae wordt gezien als 'onzeker' (Data Deficient of DD).

## Tabel
Het geslacht omvat de volgende soorten, met de auteur en het verspreidingsgebied.
| Naam                     | Auteur                         | Verspreidingsgebied  |
| ------------------------ | ------------------------------ | -------------------- |
| Leiosaurus bellii        | Duméril & Bibron, 1837         | Argentinië           |
| Leiosaurus catamarcensis | Koslowsky, 1898                | Argentinië           |
| Leiosaurus jaguaris      | Laspiur, Acosta & Abdala, 2007 | Argentinië           |
| Leiosaurus paronae       | Peracca, 1897                  | Argentinië, Brazilië |